# Georg Eckert (Historiker)
Georg Eckert (* 1983) ist ein deutscher Historiker und Hochschullehrer.

## Leben und Wirken
Georg Eckert studierte von 2003 bis 2006 Neuere Geschichte und Philosophie an der Eberhard Karls Universität Tübingen und schloss dieses Studium mit der Magisterprüfung ab; 2004/2005 verbrachte er einen Studienaufenthalt an der University of Sussex in Brighton. Es folgte sein Promotionsstudium an der Universität Tübingen, wo er 2008 im Fach Neuere Geschichte bei Matthias Asche über den schottischen Denker und Schriftsteller Andrew Michael Ramsay promoviert wurde. Von 2009 bis 2019 war Eckert als wissenschaftlicher Mitarbeiter an der Bergischen Universität Wuppertal tätig, wo er sich 2014 habilitierte und 2015 zum Privatdozenten ernannt wurde. 2016/17 vertrat er eine Professur für Neuere Geschichte an der Universität Frankfurt/M. und 2019/20 eine Professur für brandenburgisch-preußische Geschichte an der Universität Potsdam. Von 2020 bis 2024 war er wissenschaftlicher Mitarbeiter beim Sonderforschungsbereich 948 („Helden – Heroisierungen – Heroismen“) der Albert-Ludwigs-Universität Freiburg und Lehrbeauftragter am dortigen Historischen Seminar.

## Veröffentlichungen (Auswahl)
Monographien
- True, noble, Christian freethinking. Leben und Werk Michael Ramsays (1686–1743). Aschendorff, Münster 2009, ISBN 978-3-402-12799-5 (zugleich: Dissertation, Universität Tübingen).
- (Hrsg. u. Mitautor): Zwischen Macht und Ohnmacht. Facetten erfolgreicher Politik. Springer, Wiesbaden 2013, ISBN 3-531-18007-X.
- (Hrsg. u. Mitautor): Vom Wohl und Wehe der Staatsverschuldung. Erscheinungsformen und Sichtweisen von der Antike bis zur Gegenwart. Aschendorff, Münster 2013, ISBN 978-3-402-12953-1.
- (Hrsg. u. Mitautor): Die Presse in der Julikrise 1914. Die internationale Berichterstattung und der Weg in den Ersten Weltkrieg. Aschendorff, Münster 2014, ISBN 978-3-402-13031-5.
- Zeitgeist auf Ordnungssuche. Die Begründung des Königreichs Württemberg 1797–1819 (= Schriftenreihe der Historischen Kommission bei der Bayerischen Akademie der Wissenschaften, Bd. 96). Vandenhoeck & Ruprecht, Göttingen 2016, ISBN 978-3-525-36087-3 (zugleich: Habilitationsschrift, Universität Wuppertal).
- (Hrsg. u. Mitautor): Populismus. Varianten von Volksherrschaft in Geschichte und Gegenwart. Aschendorff, Münster 2017, ISBN 978-3-402-13218-0.
- (mit Thorsten Beigel): Historisch arbeiten. Handreichung zum Geschichtsstudium (= UTB, Bd. 5039). Vandenhoeck & Ruprecht, Göttingen 2019, ISBN 978-3-8252-5039-3.
- (Mithrsg.): Kolossale Miniaturen. Festschrift für Gerrit Walther. Aschendorff, Münster 2019, ISBN 978-3-402-13411-5.
- Politische Führung. Eine Einführung. Springer VS, Wiesbaden 2019, ISBN 978-3-658-24277-0.
- Die Zwanziger Jahre. Das Jahrzehnt der Moderne. Aschendorff, Münster 2020, ISBN 978-3-402-24632-0.
- (Mithrsg.): Preußische Staatsmänner. Herkunft, Erziehung und Ausbildung, Karrieren, Dienstalltag und Weltbilder zwischen 1740 und 1806 (= Veröffentlichungen aus den Archiven Preußischer Kulturbesitz, Bd. 21,1). Duncker & Humblot, Berlin 2021, ISBN 978-3-428-18869-7.
- (mit Thorsten Beigel): Geschichte der Demokratie von der Antike bis in unsere Zeit (= UTB, Bd. 5932). Vandenhoeck & Ruprecht, Göttingen 2023, ISBN 978-3-8252-5932-7.
- (mit Sebastian Meurer): Gesetzgeber als Helden. Figuren der Ermächtigung zwischen Antike und Moderne (= Figurationen des Heroischen, Bd. 8). Wallstein-Verlag, Göttingen 2024, ISBN 978-3-8353-5478-4.

Aufsätze
- Die Geschichte der Frühneuzeitforschung in der Historischen Zeitschrift 1859–2009. In: Historische Zeitschrift, Bd. 289 (2009), S. 149–197.
- Politik zwischen Aufgeklärtem Absolutismus und moderner Staatlichkeit im Exempel. Vom Herzogtum Wirtemberg zum Königreich Württemberg. In: Hölderlin-Jahrbuch, Bd. 38 (2012/13), S. 115–140.
- Beliebige Verbindlichkeiten. Zur Formalisierung eines Konzepts an der Wende zum 19. Jahrhundert. In: Simon Bunke u. a. (Hrsg.): Das Band der Gesellschaft. Verbindlichkeitsdiskurse im 18. Jahrhundert (= Perspektiven der Ethik, Bd. 5). Mohr Siebeck, Tübingen 2015, S. 237–259, ISBN 978-3-16-153548-2.
- „Novus ordo seclorum“. Normenkonkurrenz und Konkurrenznormen in der Amerikanischen Revolution. In: Arne Karsten (Hrsg.): Normenkonkurrenz in historischer Perspektive (= Zeitschrift für historische Forschung, Beiheft, Bd. 50). Duncker & Humblot, Berlin 2015, S. 191–215, ISBN 978-3-428-84635-1.
- Popularität als Prinzip. Die Neuerfindung der englischen Monarchie unter Karl I. und Karl II. In: Zeitschrift für Historische Forschung, Bd. 42 (2015), S. 591–627.
- Politische Randexistenzen. Katholischer Adel im jungen Königreich Württemberg. In: Rottenburger Jahrbuch für Kirchengeschichte, Bd. 34 (2015/16), S. 55–76.
- Staatswissenschaftler, Staatsmänner, Staatsmechaniker. Politische Stile der preußischen Reformer. In: Forschungen zur Brandenburgischen und Preußischen Geschichte, Bd. 26 (2016), S. 15–54.
- Händler als Helden. Funktionen des Unternehmertums in der Neuzeit. In: Historische Zeitschrift, Bd. 305 (2017), S. 37–69.
- Humanismus bis zum Äußersten. Thomas Morus und seine Häretiker. In: Frank-Lothar Kroll (Hrsg.): Deutschland und die Britischen Inseln im Reformationsgeschehen (= Prinz-Albert-Studien, Bd. 34). Duncker & Humblot, Berlin 2018, S. 3–27, ISBN 978-3-428-85409-7.
- Legitimationsstiftung durch Skandale. Die eigenartige Popularität der britischen Monarchie in der Moderne. In: Benjamin Hasselhorn (Hrsg.): Vom Olymp zum Boulevard. Die europäischen Monarchien von 1815 bis heute – Verlierer der Geschichte? (= Prinz-Albert-Forschungen, N.F., Bd. 1). Duncker & Humblot, Berlin 2018, S. 175–219, ISBN 978-3-428-85358-8.
- Der unwiderstehliche Weltgeist. Herausforderungen des Widerstandsrechts zwischen Wiener Kongress und Reichsgründung. In: David P. Schweikard u. a. (Hrsg.): Ein Recht auf Widerstand gegen den Staat? Verteidigung und Kritik des Widerstandsrechts seit der europäischen Aufklärung (= Politika, Bd. 17). Mohr Siebeck, Tübingen 2018, S. 211–248, ISBN 978-3-16-154336-4.
- Wien in der Kritik. Britische Gegner der neuen Ordnung. In: Carl-Christian Dressel (Hrsg.): Der Wiener Kongress und seine Folgen (= Prinz-Albert-Studien, Bd. 35). Duncker & Humblot, Berlin 2019, S. 85–106, ISBN 978-3-428-15811-9.
- Zwischen Rollenspiel und Erkenntniszwang. Historische Anmerkungen zum Aufstieg der Authentizität. In: Michael Hofer (Hrsg.): Zwischen Illusion und Ideal. Authentizität als Anspruch und Versprechen. Pustet, Regensburg 2019, S. 95–124, ISBN 978-3-7917-3125-4.
- In the heyday of cameralism. The state of Württemberg 1781–1819. In: History of political economy, Bd. 53 (2021), S. 533–550.
- Vom „alten Adam“ zur „Zucht der Vernunft“. Optimierung des Menschen und Grenzen der Optimierung in der Frühen Neuzeit. In: Historisches Jahrbuch, Bd. 143 (2023), S. 60–84.
- Philosophenpräsidenten? Roosevelt, Taft und Wilson als Intellektuelle. In: Andreas Hübner, Nils Steffensen (Hrsg.): Anti-Intellektualismus. Ein unwahrscheinlicher Klassiker. Universitätsverlag Kiel, Kiel 2024, S. 61–80, ISBN 978-3-910591-28-8.
- Politische Führung in Extremsituationen. Historische Anmerkungen. In: Sven Felix Kellerhoff (Hrsg.): Vorbild Helmut Schmidt? Politische Führung in Krisen und Katastrophen. Mittler, Hamburg 2024, S. 73–95, ISBN 978-3-8132-1124-5.
- Vorbild. In: Ralf von den Hoff, Gorch Pieken (Hrsg.): Prinzip Held. Von Heroisierungen und Heroismen. Wallstein-Verlag, Göttingen 2024, S. 144–167, ISBN 978-3-8353-5581-1.